# 265ª Squadriglia
La 265ª Squadriglia fu un reparto attivo nel Servizio Aeronautico della Regia Marina nel corso della prima guerra mondiale.

## Storia

### Prima guerra mondiale
L'unità nasce all'inizio del 1918 dotata di 4 Macchi L.3 operativi all'Idroscalo di Brindisi comandata dal Tenente di Vascello Arnoldo Bizzarri.
Il 16 agosto 6 Macchi bombardano le navi a San Giovanni di Medua colpendo 2 piroscafi ed il 30 agosto 8 L.3 bombardano le navi a Durazzo, un Macchi viene colpito dalla contraerea e costretto all'ammaraggio di emergenza. L'equipaggio viene recuperato dalla nave Simone Schiaffino (cacciatorpediniere).
Il 5 settembre 4 L.3 attaccano una torpediniera austriaca a Dulcigno ed il 19 settembre 6 Macchi bombardano Durazzo.
Alla fine della guerra la squadriglia comandata dal Ten. Enrico Maccario disponeva di L.3 e Macchi M.8.

### Seconda guerra mondiale
All'8 settembre 1943 era nell'88º Gruppo del 16º Stormo con 1 CANT Z.1007 TER all'Aeroporto di Perugia nella 3ª Squadra aerea.
Nel dicembre 1943 era con i CANT Z.1007 nel LXXXVIII Gruppo dello Stormo Notturno all'Aeroporto di Lecce.
Al 2 maggio 1945 era con i CANT Z.1007 nel LXXXVIII Gruppo all'Aeroporto di Bari-Palese.

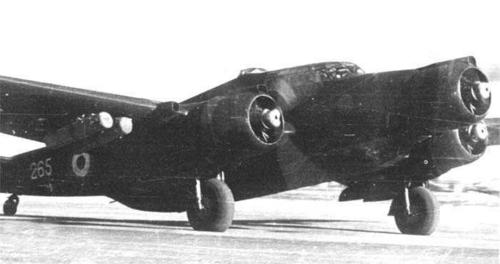
Uno Z.1007 della 265ª Squadriglia dell'88º Gruppo in decollo da Lecce per una missione, nel 1944. Notare, sotto l'ala destra, due contenitori di rifornimenti destinati ad essere lanciati nei Balcani in favore di truppe regolari o partigiane in lotta contro i nazifascisti.

### Dopoguerra
Il 17 ottobre del 1945 lo Stormo fu trasferito all'Aeroporto di Guidonia.